# 표철수
표철수(表哲洙, 1950년 2월 13일 ~ , 부산광역시)는 대한민국의 언론인이다. 제10대 경기도 정무부지사를 역임하고, 방송통신위원회 상임위원이다.

## 주요 경력
- 1983 ~ 1993년 KBS 정치부 차장
- 1996 ~ 2000년 YTN 보도국 부국장
- 1996 ~ 1999년 민주평화통일자문회의 자문위원
- 1999 ~ 2001년 한국도로공사 비상임이사
- 1999 ~ 2000년 YTN 사업국장
- 2000 ~ 2000년 YTN 미디어국장 이사대우
- 2001 ~ 2003년 경인방송 전무이사
- 2003 ~ 2006년 방송위원회 사무총장
- 2005년 한국언론재단 비상임이사
- 2007년 12월 ~ 2008년 12월 경기도 정무부지사
- 2013년 12월 새정치추진위원회 공보단장
- 2014년 3월 ~ 2014.07 새정치민주연합 최고위원
- 2016년 1월 국민의당 중앙운영위원회 위원
- 2016년 2월 국민의당 정치혁신특별위원회 부위원장
- 2016년 6월 국민의당 경기 남양주시 을 지역위원장
- 2017년 8월 ~ 2020년 7월 방송통신위원회 상임위원
- 2018년 10월 제9기 방송평가위원회 위원장
- 2020년 4월 ~ 2020년 7월 방송통신위원회 부위원장
- 2021년 9월 ~ 2021년 11월: 국민의힘 홍준표 제20대 대통령 선거 예비후보 jp희망캠프 특보단 토론특보
- 2023년 12월 ~ 2025년 4월 엑스코 대표이사 사장
- 2025년 4월~2025년 4월 국민의힘 홍준표 제21대 대통령 선거 경선후보 무대홍 캠프 언론특보단장

## 학력
- 부산고등학교
- 서울대학교 지리학 학사

## 선거 결과
| 실시년도 | 선거   | 대수 | 직책     | 선거구           | 정당     | 득표수   | 득표율          | 순위 | 당락 | 비고 |
| -------- | ------ | ---- | -------- | ---------------- | -------- | -------- | --------------- | ---- | ---- | ---- |
| 2016년   | 총선   | 20대 | 국회의원 | 경기 남양주시 을 | 국민의당 | 24,243표 | \| \| 25.46% \| | 3위  | 낙선 |      |
|          | 25.46% |      |          |                  |          |          |                 |      |      |      |